# Mönchsweber

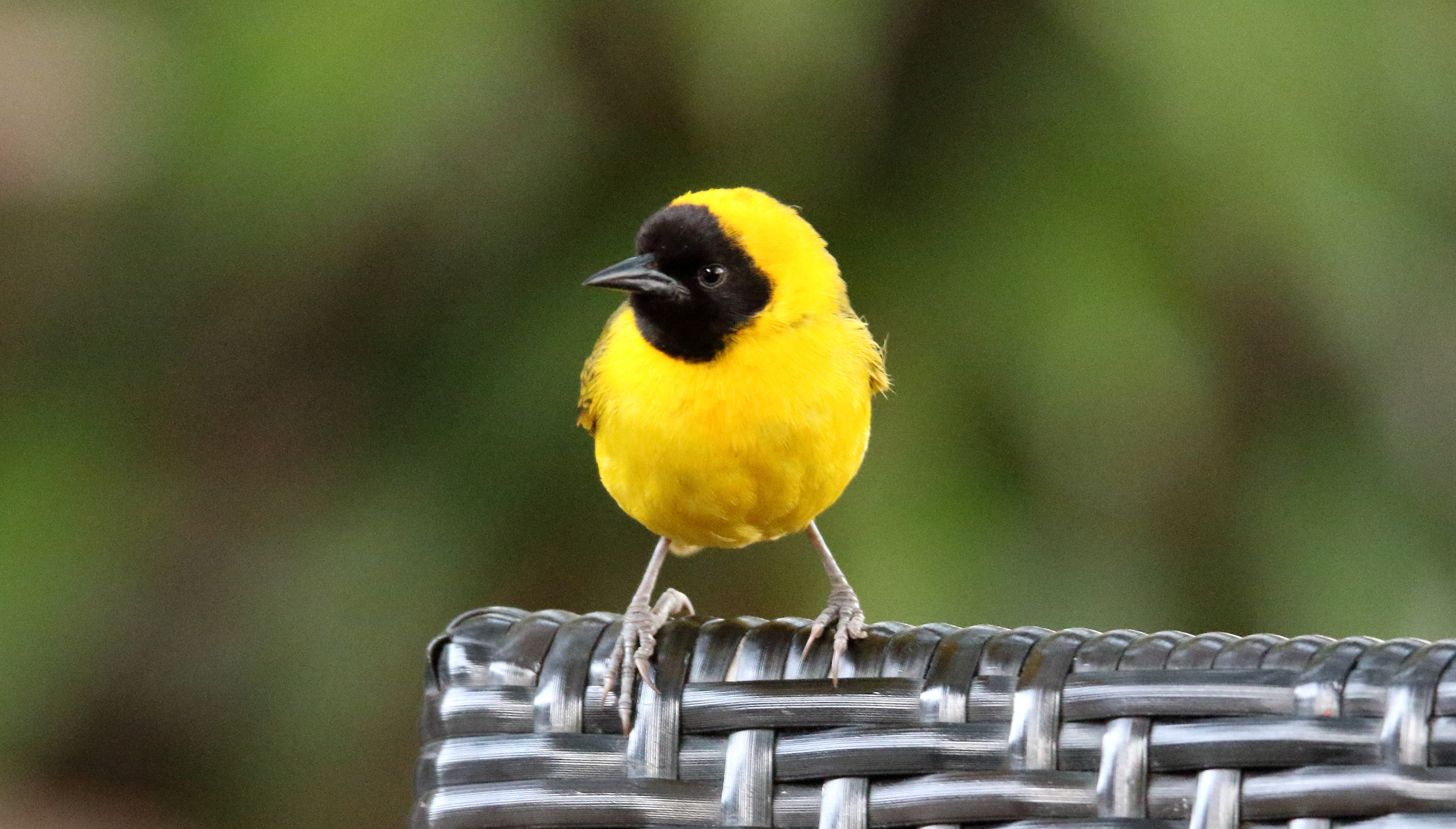
Männchen

Der Mönchsweber (Ploceus pelzelni, Syn.: Loxia pelzelni) zählt innerhalb der Familie der Webervögel (Ploceidae) zur Gattung der Ammerweber (Ploceus).
Der lateinische Artzusatz bezieht sich auf August von Pelzeln.
Der Vogel kommt in Ost- und Westafrika vor in Angola, Benin, Gabun, Kenia, Ruanda und Uganda.
Das Verbreitungsgebiet umfasst feuchte Lebensräume in Sümpfen, mit Papyrus und großen Gräsern bewachsene Flächen in Gewässernähe, aber auch Kulturland und verschiedene baumbestandene Flächen zwischen 700 und 1700 m Höhe.

## Merkmale
Dieser sehr kleine Weber ist 11 cm groß und wiegt zwischen 10 und 16 g. Das Männchen hat eine schwarze Stirn, Scheitel bis knapp hinter die Augen reichend, Ohrdecken, Wangen, Kinn und Kehle sind schwarz. Er ähnelt dem Zwergweber (Ploceus luteolus), aber der Schnabel ist schwarz und auffällig lang und schlank. Die Iris ist bräunlich. Das Weibchen ist einfarbig kräftig gelb am Kopf und auf der Unterseite. Jungvögel sind blasser mit hornfarbenem Schnabel. Der Brillenweber (Ploceus ocularis) hat auch so einen langen Schnabel, aber eine blasse Iris mit deutlichem schwarzem Augenstreif.

## Geografische Variation
Es werden folgende Unterarten anerkannt:
- P. p. monacha (Sharpe, 1890) – Sierra Leone und Süden der Elfenbeinküste östlich bis Kamerun, auch Flussufer in Gabun, Angola und Nordwesten Sambias sowie im Kongobecken
- P. p. pelzelni (Hartlaub, 1887), Nominatform – Nordosten der Demokratischen Republik Kongo, Uganda, Südwesten Kenias, Nordwesten Tansanias, Ruanda und Burundi

## Stimme
Der Gesang des Männchens wird als schnatterndes, mit gepfiffenem „si-si-si“ unterbrochenen Rufen beschrieben.

## Lebensweise
Die Nahrung besteht hauptsächlich aus Insekten, auch Raupen und Ameisen.
Die Brutzeit liegt zwischen Juli und August in Ghana, zwischen Juni und September in Togo, Mai und Oktober in Nigeria. Das Gelege besteht aus 2–3 rein weißen, mitunter rosafarbenen Eiern.

## Gefährdungssituation
Der Bestand gilt als nicht gefährdet (Least Concern).